# Biblioteca Pública del Estado (León)
La Biblioteca Pública del Estado en León es una de las 53 bibliotecas públicas dependientes de la Subdirección General de Coordinación Bibliotecaria del Ministerio de Educación, Cultura y Deporte, España. Desde 1986 está gestionada por la Consejería de Cultura y Turismo de la Junta de Castilla y León.

## Historia
La Biblioteca Pública Provincial de León se inauguró el 19 de noviembre de 1844 con 3.000 volúmenes, procedentes de monasterios de la capital y provincia suprimidos por la desamortización. El emplazamiento inicial tuvo lugar en el primer piso del ex-beaterio de las Catalinas, siendo la Diputación Provincial responsable de su sostenimiento. En 1884 la colección alcanzó la cifra de casi 7000 volúmenes, entre ellos 36 manuscritos 16 incunables y 158 libros raros y preciosos.
En 1955 la biblioteca se trasladó provisionalmente al antiguo edificio de la Beneficencia Municipal, situado en el Jardín de San Francisco, el cual tuvo que abandonar por amenaza de ruina en 1964. En 1965 se inauguró el Edificio Fierro en la calle Puerta de la Reina, donde compartió las instalaciones con el Centro Provincial Coordinador de Bibliotecas de León.
Su actual emplazamiento en la calle Santa Nonia se inauguró en 1975. Este edificio ha sido objeto de varias reformas, la última en el periodo 2002-2004, con el fin de renovar los espacios y el mobiliario, adaptándose a las nuevas necesidades de los usuarios.

## Servicios
La CARTA DE SERVICIOS AL CIUDADANO, publicada en BOCYL nº 91, de 14 de mayo de 2008, dice: "La Biblioteca Pública de León ofrece sus servicios y sus recursos, en igualdad de oportunidades y sin discriminación por causa alguna, a todas las personas, colectivos  y entidades que los soliciten".
Sus servicios fundamentales según dicha carta son los siguientes:
1. Préstamo personal o colectivo de libros, revistas, audiovisuales y recursos digitales.
2. Lectura y consulta de las colecciones impresas, audiovisuales y digitales de la biblioteca.
3. Información y respuesta a las consultas de los usuarios sobre temas de carácter general, especializado y local.
4. Programas formativos para facilitar a los usuarios el conocimiento y uso de la biblioteca y el acceso a los recursos de información.
5. Disponibilidad de equipos y programas informáticos y de acceso a Internet.
6. Actividades culturales y programas de promoción de la lectura y desarrollo de los hábitos lectores.
7. Asistencia técnica y asesoramiento a bibliotecas, colectivos e instituciones para la organización de servicios bibliotecarios y de información.

Los servicios de la BPE en León responden a las demandas de información, formación, ocio y cultura, incorporando las necesidades surgidas con la aparición de las nuevas tecnologías y de la sociedad de la información, como el préstamo de libros electrónicos. En la actualidad, estos servicios abarcan información práctica a la comunidad, la consulta de todos sus fondos, el préstamo a domicilio, la información local, la reproducción de documentos, el acceso gratuito a Internet, las actividades culturales y de fomento de la lectura y los cursos de formación.

## Fondo Antiguo

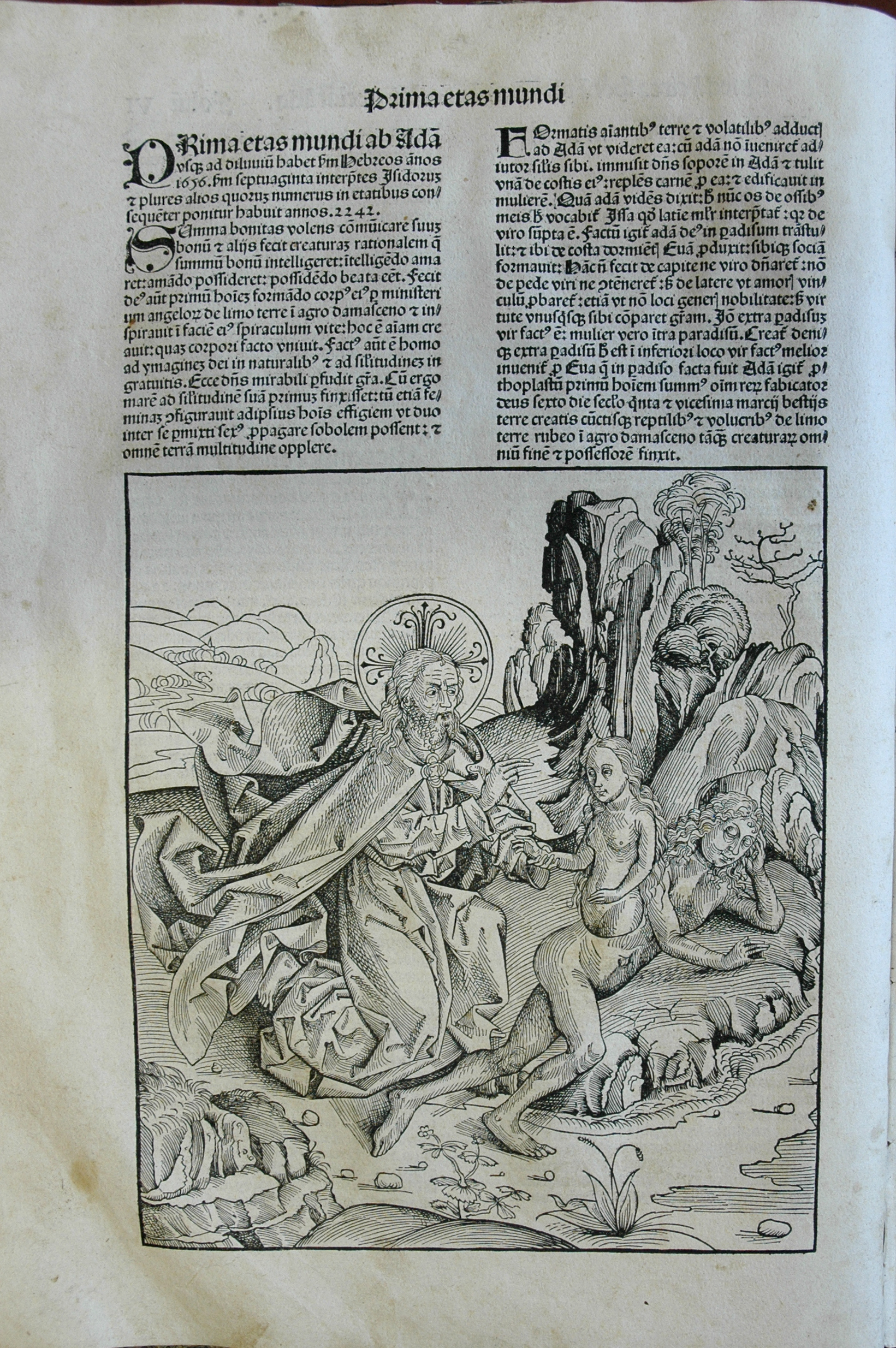
Libro de las Crónicas

El fondo antiguo de la biblioteca lo componen manuscritos, incunables y libros impresos hasta el siglo XIX inclusive. En esta sección destacan el Liber Chronicarum y la Biblia regia. El Liber Chronicarum, o Las Crónicas de Núremberg, es un incunable escrito por Hartmannus Schedel e impreso por Anton Koberger en 1493; destaca por sus más de 1800 grabados, incluyendo retratos de papas, emperadores, reyes y otros hombres célebres. Por su parte, la Biblia regia o Políglota de Amberes (1568-1572) contiene el texto bíblico de la Biblia Políglota Complutense, una biblia con versiones en hebreo, griego, arameo y latín. La Biblia regia es una obra en ocho volúmenes de la que se imprimieron 1213 ejemplares. Fue editada por el biblista y erudito Benito Arias Montano e impresa por el maestro Cristóbal Plantino.